# Esomus caudiocellatus
Esomus caudiocellatus — вид коропоподібних риб родини Данієві (Danionidae). 

## Поширення
Вид відомий з річок Іраваді, Сітаун та з нижньої частини басейну річки Салуїн на півдні М'янми. Припускають, що риба може зустрічатися у сусідніх районах Таїланду та  Малайзії.
Населяє болота, заплави, струмки і притоки річок.